# Pithys
Genre
Pithys est un genre de passereaux de la famille des Thamnophilidés. Il est originaire d'Amérique du Sud.

## Liste des espèces
Selon la classification de référence du Congrès ornithologique international (version 6.4, 2016) :
- Pithys albifrons — Fourmilier manikup, Manikup de Cayenne (Linnaeus, 1766)
  - Pithys albifrons albifrons (Linnaeus, 1766)
  - Pithys albifrons peruvianus (Taczanowski, 1884)
- Pithys castaneus — Fourmilier à masque blanc, Manikup masqué (Berlioz, 1938)